# Dun-le-Palestel

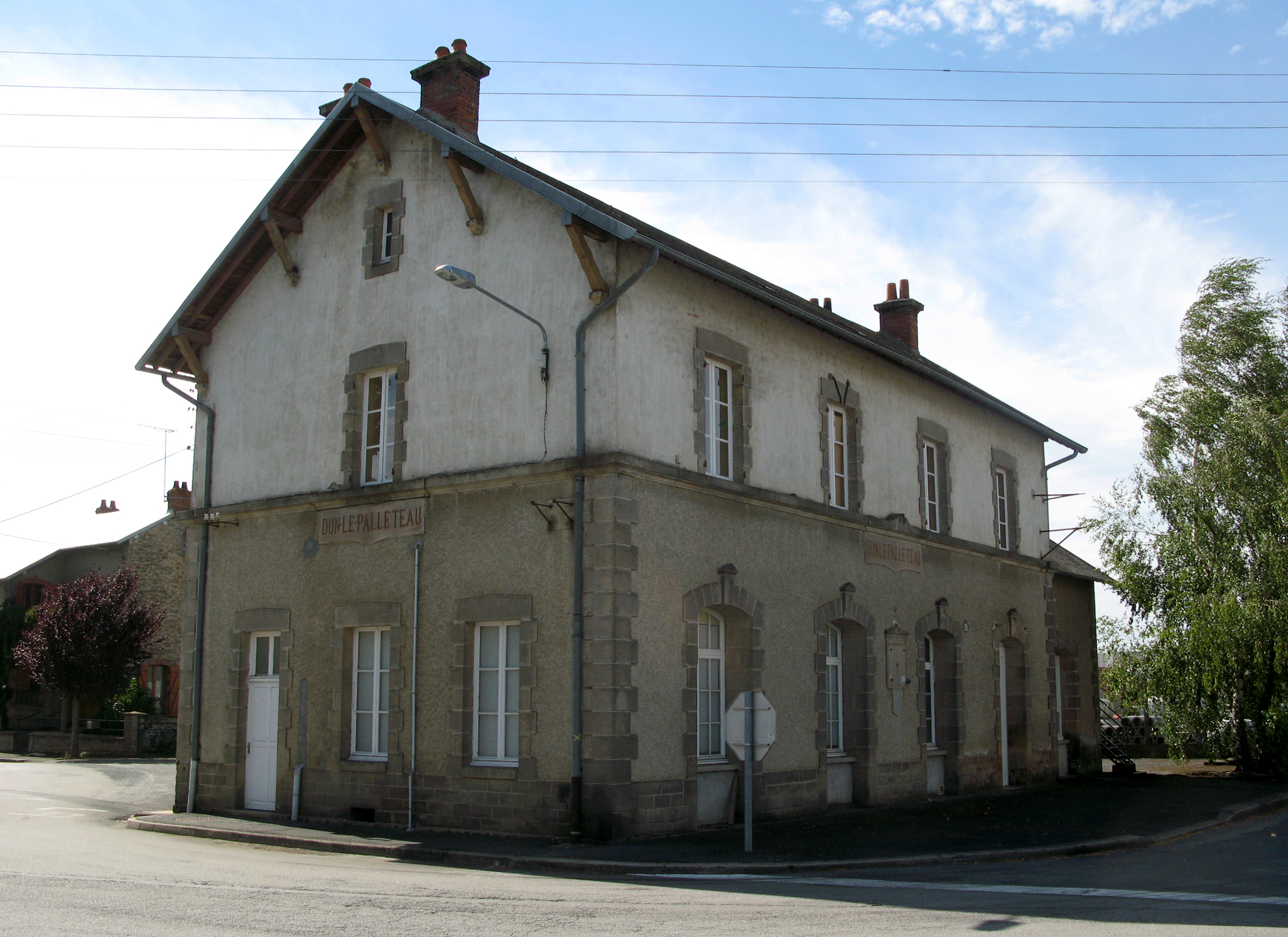
Budynek starego, nieczynnego od 1940 r. dworca kolejowego w Dun-le-Palestel (2010)

Dun-le-Palestel – miejscowość i gmina we Francji, w regionie Nowa Akwitania, w departamencie Creuse.
Według danych na rok 1990 gminę zamieszkiwały 1203 osoby, a gęstość zaludnienia wynosiła 123 osoby/km² (wśród 747 gmin Limousin Dun-le-Palestel plasuje się na 98. miejscu pod względem liczby ludności, natomiast pod względem powierzchni na miejscu 559.).

## Populacja

Populacja Dun-le-Palestel w latach 1962–2008